# Кодекс Мальябекки
Кодекс Мальябекки (codex Magliabechiano) — книга из группы ацтекских кодексов, созданная в Мексике в XVI веке, в начальный период конкисты. Получил название в честь Антонио Мальябеки (Мальябекки), итальянского собирателя рукописей XVII века, в настоящее время находится в Национальной центральной библиотеке во Флоренции (рукопись Magl. XIII, 3).
Представляет собой рукописную книгу из 92 листов европейской бумаги с рисунками и пояснительным текстом на испанском языке. Размер листа 15,5 на 21,5 см. Кроме того, во время переплетных работ между 1903 и 1970 гг. было добавлено ещё три листа.

## История
Впервые широкая научная общественность узнала о существовании кодекса лишь после того, как в 1890 году известная американская исследовательница, археолог и антрополог Зелия Наттолл обнаружила его в Национальной библиотеке Флоренции в числе 30 000 других документов и книг из собрания флорентийца Антонио Мальябеки, крупнейшего библиофила своего времени, в течение многих лет занимавшего должность придворного библиотекаря у Козимо III Медичи, великого герцога Тосканы, и передавшего коллекцию в дар своему городу в 1714 году.
Обнаружив этот прекрасно сохранившийся, но неизвестный кодекс, Зелия Наттолл с удивлением увидела, что некоторые изображения ей знакомы. Она отправилась в Королевскую библиотеку Мадрида, где установила, что рукопись или её копия были известны в Испании раньше 1601 года. В этом году фрагменты кодекса увидели свет в «Описании Западных Индий» («Descripción de las Indias Occidentales»), подготовленном по распоряжению испанского короля придворным историком и летописцем Антонио де Эррерой. Следовательно, кодекс находился среди множества документов, переданных историку для работы над книгой. Сопоставив кодекс с другими известными мексиканскими рукописями, исследовательница предположила, что он мог принадлежать известному учёному XVII века Карлосу де Сигуэнсе, а от него через итальянского путешественника Джемелли Карери попасть во Флоренцию, куда тот приезжал как раз в то время, когда Мальябеки состоял придворным библиотекарем. Однако доподлинно проследить путь кодекса из Северной Америки в Европу так и не удалось.

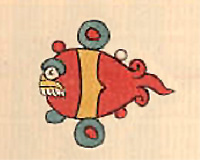
Рыба в виде человеческого сердца, традиционный орнамент ритуальных накидок. Возможно, в память о том, как Четвёртая эра (Четыре вода) закончилась наводнением и люди превратились в рыб.

По мнению Наттолл, авторство кодекса принадлежит Сервантесу де Саласару, испанскому учёному, переехавшему около 1550 года в Мехико, где он дважды назначался ректором недавно учреждённого Мехиканского университета. Рисунки выполнены неизвестным индейским художником. «Нет никаких сомнений, — пишет Наттолл, — что рисунки в рукописи Мальябеки сделаны мексиканцем, чью работу характеризуют исключительно ясное исполнение очертаний и деталей и безупречное знание условностей туземного искусства». Де Саласар снабдил рукопись названием «Книга жизни древних индейцев, предрассудков и дурных обычаев, которые они имели и соблюдали» («Libro de la vida que los indios antiguamente hacían y supersticiones y malos ritos que tenían y guardaban») и пояснениями, которые представляют собой ценный источник для понимания культуры и религии ацтеков. Тексты, во многом совпадающие с пояснениями к рисункам, содержатся в его книге «Хроника Новой Испании» («Crónica de la Nueva España»).
Впервые факсимиле кодекса было отпечатано способом хромолитографии в 1892 году, но работа над переводом и комментариями к кодексу заняла много лет, и лишь в 1903 году по требованию научной общественности Наттолл поспешно издала факсимиле кодекса с вводной частью. Однако она так и не закончила свою работу, и спустя восемьдесят лет, в 1983 году, вышла книга этноисторика Элизабет Бун с переводом текстов и подробным комментарием к кодексу и ещё пяти похожим рукописям, источниками для которых послужил один утерянный оригинал.

## Содержание
«Кодекс Мальябекки» относится к комментированным мексиканским кодексам, которые воспроизводят одновременно два способа передачи информации: использовавшуюся индейцами долины Мехико пиктографию и европейское фонетическое письмо.
Рисунки, восходящие к индейским оригиналам, занимают в Кодексе лицевые стороны 88 листов. Стилистический анализ показывает, что их выполнили два художника: один — на страницах с 3r до 5v, 53r, 54r, 56r и 57r, второй — остальные. При этом, основной иллюстратор был европейцем либо получил европейское художественное образование, поскольку, при очень хорошем качестве рисунков в целом, он не понимал многие символические детали в них.
Испанский текст, созданный позже рисунков, размещается, как правило, на оборотной стороне листов с изображениями, изредка поясняет их непосредственно в сценах. Он отсутствует в случаях повторения однотипных рисунков (листы 18-27), а также в конце рукописи (листы 79-84, 86, 88-92). Комментарий выполнен двумя почерками. Большая часть документа написана одной рукой, по неизвестной причине прервавшей работу на странице 78v, после чего рукопись попала к другому писцу, которому принадлежат краткие заметки на страницах 12r, 14v и 69v, пояснения к сцене на странице 85r и текст на странице 87v. При знакомстве с «Кодексом Мальябекки» бросается в глаза разительное несоответствие хорошего качества изображений, отменной каллиграфии и удручающего уровня языка испанского комментария: корявый, неуклюжий, пестрящий ошибками и несообразностями, он оставляет впечатление об авторе то ли как о человеке малограмотном, то ли как о лице, писавшем на чужом и не очень хорошо выученном языке.
По содержанию «Кодекс Мальябекки» является календарно-этнографическим. Условно его можно разделить на девять частей:
1. Ритуальные одеяния (страницы 2v — 8v);
2. Дни двадцатидневки (страницы 11r — 13v);
3. Названия лет пятидесятидвухлетнего цикла (страницы 14r — 28r);
4. Праздники в 365-дневном году (страницы 28v — 46r);
5. «Цветочные праздники» (страницы 46v — 48r);
6. Божества опьянения (48v — 59r);
7. Миф о Кецалькоатле (60v — 62r);
8. Обряды, связанные с богами преисподней (62v — 88r);
9. Войны и дела богов (88v — 92r).

Автор испанского комментария весьма отрицательно относится к индейским обычаям и верованиям, выбирая и подчеркивая в них наиболее отвратительные с европейской точки зрения черты: ритуальные убийства, людоедство, половую распущенность. К концу текста нагнетание черных красок создает прямо-таки беспросветную картину кровавого ужаса.
Рукопись содержит сведения о религиозных праздниках и обрядах, календаре и гаданиях; изображения богов, традиционных рисунков на тканях, предметов быта; сцены похорон, ритуального каннибализма и жертвоприношений. Рисунки из кодекса часто используются в качестве иллюстраций в текстах, посвящённых ацтекской мифологии, а комментарии к ним до сих пор является одним из главных источников сведений о ежемесячных праздниках.
| «Это манера дьявольского врачевания, которая была у индейских лекарей; и она состояла в том, что когда кто-нибудь заболевал, звали к нему лекаря, женщину или мужчину, и потом этот лекарь, дабы увидеть, к чему приведет болезнь, ставил перед собой и больным своего идола, а идола того они звали Кецалькоатль, что значит „пернатый змей“. И он, положив в середине плетёную циновку, а сверху положив белое одеяло из хлопка, брал в руку двадцать зёрен кукурузы, из которого они там делали хлеб, и бросал зёрна на одеяло, как бросают кости, и если те зерна падали так, что в середине получалось пустое место, или так, что ложились кругом, это был знак, что больного придется там хоронить, то есть что он умрёт от той болезни. А если зерно падало одно на другое, это значило, что его болезнь нашла на него из-за содомитства. А если кукурузные зёрна разлетались половина в одну сторону, а половина в другую, так что можно было провести прямую линию посередине, не тронув ни одного зёрнышка, это был знак, что болезнь должна покинуть больного и он выздоровеет». |
| «На этом рисунке показано, что когда умирал знатный господин или вождь, его обряжали в саван, усаживали на корточки, как сидели индейцы, и его родные клали много дров. Его сжигали дотла, как это в древности заведено было у римлян. По своему язычеству они приносили в жертву одного или двух рабов, чтобы похоронить их вместе с ним. Также в некоторых местах, где в обычае это делать, вместе с ними хоронили их жён, говоря, что там они будут прислуживать мужьям. С ними же хоронили их сокровища, если те их имели». На рисунке мы видим погребальный костёр, фигуру умершего в саване и раба с вырезанным сердцем. Кодекс содержит ещё несколько сцен погребальных обрядов. В одной из них знатного покойника оплакивают родные и дают ему в путь какао и еду. Слева изображена могила с останками в виде черепа и две примитивные лопаты. На следующем рисунке показаны похороны торговца, который был сожжён и погребён вместе со своим богатством: золотыми украшениями, перьями, предметами утвари, завернутыми в шкуру ягуара.                                             |
| На рисунке изображен праздник тититль, на котором «индейцы чтили память своих умерших». Умершего изображала фигура, посаженная на стопки сложенной бумаги. Ей в нос вставляли кусочек синей бумаги, который называли якашиуитль — украшение для носа из бирюзы (yacaxiuitl, от yaca, нос, и xiuitl, бирюза или вообще камень сине-зелёного цвета). Деревянную маску, изображавшую лицо, набивали белыми куриными перьями, «и вставляли прут вроде султана с навешанными бумажками, которые называют аматль, и на голову вроде головного убора клали траву, которую называют мали-мали, а из-за затылка у него выходил ещё один султан, который называют пантололе, он был из бумаги». Кроме того, фигуре давали «зверька, которого звали хилотль», украшение кускатль из раскрашенной бумаги, «посох, обмотанный бумагой на манер крестов», какао и еду. Перед фигурой садились два или три индейца, пели и били в барабаны уэуэтль, «и так делали каждый год четыре года подряд после смерти покойного, и не больше».                                                                      |
| «Этот рисунок показывает богомерзкий обычай, который был в ходу у индейцев в день, когда они приносили в жертву своим идолам людей, перед демоном, которого зовут Миктлантекутли, что значит „Владыка Земли Мертвых“, как говорится в других местах. Они ставили много глиняных кувшинов с человеческим мясом и раздавали его и делили между вождями и правителями и теми, которые служили в храме демона, которых звали тламагатль [тламакаски, жрец]. А эти делили то, что им дали, между своими друзьями и родными. Говорят, что на вкус мясо было, как свинина, которую они узнали теперь. И потому они очень любят свинину». Также на одном из рисунков с изображением похорон можно видеть человеческую руку на подставке, поскольку в обрядах поминовения умерших также использовалось приготовленное человеческое мясо. |

## Украинское издание на русском языке, 2013
На русский язык текст переведен впервые, перевод выполнен по изданию 1970 г. с учётом машинописной транскрипции Х. Х. Батальи Росадо, а также сверен с Лубатовским изданием 1904 года.
- Анонимные авторы. Кодекс Мальябекки / Под ред. В.Н. Талаха, С.А. Куприенко. — Киев: Видавець Купрієнко С.А., 2013. — 202 с. — ISBN 978-617-7085-04-0.